# Cycas tansachana
Cycas tansachana — вид голонасінних рослин класу саговникоподібні (Cycadopsida).

## Опис
Стовбури деревовиді, 2–5 м заввишки, 10–18 см в діаметрі у вузькому місці; 24–60 листків у кроні. Листки темно-зеленого, напівглянсові, завдовжки 100–180 см. Пилкові шишки вузько-яйцевиді, жовті, 25–45 см, 11–13 см в діаметрі. Мегаспорофіли 20–22 см завдовжки, від жовто-повстяних до коричнево-повстяних. Насіння плоске, яйцевиде, 45–50 мм завдовжки, 35–40 мм завширшки; саркотеста жовта, не вкрита нальотом, товщиною 4 мм.

## Поширення, екологія
Країни поширення: Таїланд. Зустрічається на висоті 400 м. Цей вид росте на вапнякових оголеннях, і росте в повному сонці або півтіні у щілинах на голому камені. Вапнякові оголення покриті рідкісною, сезонно листяним лісом.

## Загрози та охорона
Цей вид, мабуть досить обмежений у поширенні й під сильним тиском з боку колекціонерів рослин і видобутку вапняку.